# Рдест остролистный
Рдест остроли́стный (лат. Potamogēton acutifōlius) — многолетнее водное растение; вид рода Рдест (Potamogeton) семейства Рдестовые (Potamogetonaceae).

## Ареал и среда обитания
Ареал охватывает Европу и Западную Азию. В европейской части России повсеместно редок.
Как правило, произрастает в мелких, стоячих или слабопроточных, пресных пойменных водоёмах, реже отмечается и в водораздельных водоёмах, не пересыхающих летом.

## Ботаническое описание

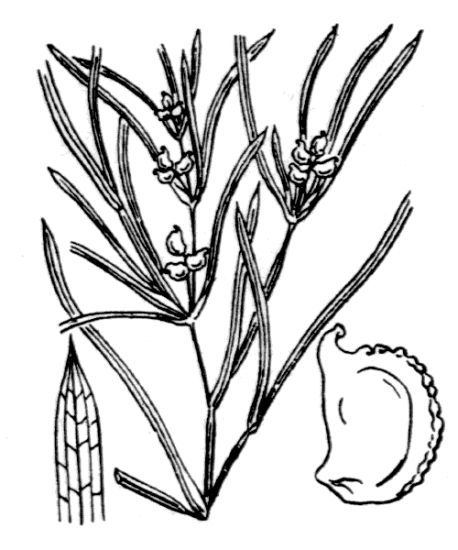
Ботаническая иллюстрация из книги Flore descriptive et illustrée de la France, de la Corse et des contrées limitrophes, 1901—1906

Многолетнее кистекорневое или короткокорневищное растение, погружённое в воду. Стебель длиной до 60 см, в разной степени разветвлённый, тонкий, сплюснутый, 0,4—3 мм шириной.
Погруженные в воду листья сидячие, линейные, длиной от 35 до 80 мм, шириной от 1,8 до 3,8 мм, слабоклиновидные в основании, острые или постепенно заострённые на верхушке, зелёные или иногда с красноватым оттенком, с тремя жилками и 16—24 дополнительными продольными тяжами механической ткани; вдоль главной жилки узкий ряд воздухоносных полостей.
Цветоножка от 3 до 15 мм длиной, почти равна по длине соцветию, одинаковой толщины со стеблем. Соцветие почти шаровидное, длиной от 4 до 8 мм при плодах, плотное, цветков четыре — семь, каждый с одним пестиком.
Плоды до 4 мм длиной.
Размножение как вегетативное (зимующими почками — турионами), так и семенное.

## Охрана
Включен в Красные книги следующих субъектов РФ: Волгоградская область, Воронежская область, Калужская область, Липецкая область, Республика Мордовия, Новгородская область, Рязанская область, Республика Татарстан, Тверская область, Удмуртская республика, Ярославская область, а также в Красную Книгу Закарпатской области Украины.

## Синонимика
Согласно данным The Plant List:
- Potamogeton bambergensis G.Fisch.
- Potamogeton carinatus Kupffer
- Potamogeton cuspidatus Schrad. ex Mert. & W.D.J.Koch
- Potamogeton laticaulis Wahlenb.